# World Trade Institute
Das World Trade Institute (WTI) ist ein Institut an der Universität Bern im Bereich des internationalen Wirtschafts- und Welthandelsrecht. Es gilt ebenso als ein Kompetenzzentrum an der Universität Bern.

## Geschichte
Das WTI wurde 1995 im Zusammenhang mit der Uruguay-Runde gegründet. Es wurde aber erst 1999 eingerichtet als Rechercheinstitution und Ausbildungsort im Rahmen des Welthandelsrechtes mit Unterstützung der Welthandelsorganisation.
Das Institut gilt ebenso als ein Kompetenzzentrum der Universität Bern.
Das WTI ist ein Sponsor des John H. Jackson Moot Court und ein Mitglied des Virtual Institute des UNCTAD.

## Ausbildung
Seit 1999 kann man am WTI den Master of International Law and Economics (MILE) machen. Dieser gilt als ein weltweit angesehener Master im Bereich des internationalen Handelsrecht. Der Master wird unterstützt von der Schweiz und dauert ein Jahr. In den nachfolgenden Jahren führte das WTI weitere Programme ein, so das TRAIL+, einem LLM und DAS Programm, sowie eines Doctoranten Programms und regelmässige Winter-/Sommerakademien als Fortbildungsmöglichkeit für Mitarbeiter im öffentlichen oder privaten Sektor.
Es studieren zeitgleich nur knapp 40 Studenten am WTI. Aus diesem Grund studierten bis zum Jahr 2021 mit den aktuellen Studenten erst knapp 600 Personen am WTI.
Im Rahmen seiner Programme veranstaltet das WTI zahlreiche Vorlesungen von Experten im Welthandelsrecht und internationalen Handel, die auch der Öffentlichkeit zugänglich sind.

## Projekte
Das WTI richtet das World Trade Forum als eine gemeinsame Veranstaltung des WTI und des European University Instituteaus. Mit den Universitäten Surrey und Strathclyde richtet es die European Trade Study Group aus.
Im Rahmen von Forschungsprojekten und Kooperationen arbeitet das WTI u. a. mit dem Trade Policy Centre (Tansania), Shanghai University of International Business and Economics, Universität für Aussenwirtschaft und Handel in Peking, Fudan University Shanghai, in Indien das Centre for Trade and Investment Law (CTIL), die Indian School of Public Policy (ISPP), und die Amity University, in Kanada das Centre for International Governance and Innovation und die rechtswissenschaftliche Fakultät der University of Ottawa. Dazu kommen noch Universitäten in Saudi-Arabien, Nigeria, Südkorea, Kolumbien, Brasilien, Italien und Belgien.
Das WTI forscht an zahlreichen Projekten und Themen. So ist das WTI zum Beispiel einer von 14 Teilnehmern des EU-Projektes Making Agricultural Trade Sustainable, in dem das WTI unter anderem zu dem Punkt, wie ukrainische Exporte Afrikas Ernährungsbedarf versorgen können, forscht. Zu den weiteren Forschungsprojekten gehören die Design of Trade Agreements Database, Von 2006 bis 2017 gab es am WTI das National Centre of Competence in Research.

## Bibliothek
Das WTI umfasst auch eine umfangreiche Präsenzbibliothek. Diese ist dabei eine Fachbibliothek zum internationalen Wirtschaftsrecht. Die Sammlung umfasst zusätzlich noch zahlreiche Publikationen im Bereich des WTO-Recht und des Rechtes der Europäischen Union, so eine Sammlung der Entscheidungen des Europäischen Gerichtshofes.

## Professoren
Das Kollegium besteht aus verschiedenen Experten im internationalen Wirtschaftsrecht, sowohl aus regulären, als auch Gastprofessoren. Zu den regulären Professoren gehören unter anderem Peter van den Bossche, Elisa Fornalé, Joseph Francois, Michael Hahn, Thomas Cottier, Manfred Elsig. Zu den Gastprofessoren gehören unter anderem Felix Addor, Arthur E. Appleton, Thomas Bernauer und Luca Rubini.
Einige der Professoren sind Teil des Editorial Boards des World Trade Review, einer akademischen peer-reviewed Zeitschrift im Rahmen des Wirtschaftsrechts, die aus einer Initiative der WTO entstand.

## Bekannte Absolventen
- Gianni Avila, belizische Diplomatin